# NGC 740
NGC 740 је спирална галаксија у сазвежђу Троугао која се налази на NGC листи објеката дубоког неба.
Деклинација објекта је + 33° 0' 56" а ректасцензија 1h 56m 55,0s. Привидна величина (магнитуда) објекта NGC 740 износи 14,1 а фотографска магнитуда 14,9. Налази се на удаљености од 61,307 милиона парсека од Сунца. NGC 740 је још познат и под ознакама UGC 1421, MCG 5-5-31, CGCG 503-58, KUG 0154+327A, PGC 7316.